# Injecció electrònica
La injecció electrònica  és una forma d'injecció de combustible, tant per a motors de benzina, en els quals ja fa diverses dècades implantada, com per a motors dièsel, la introducció és relativament més recent.

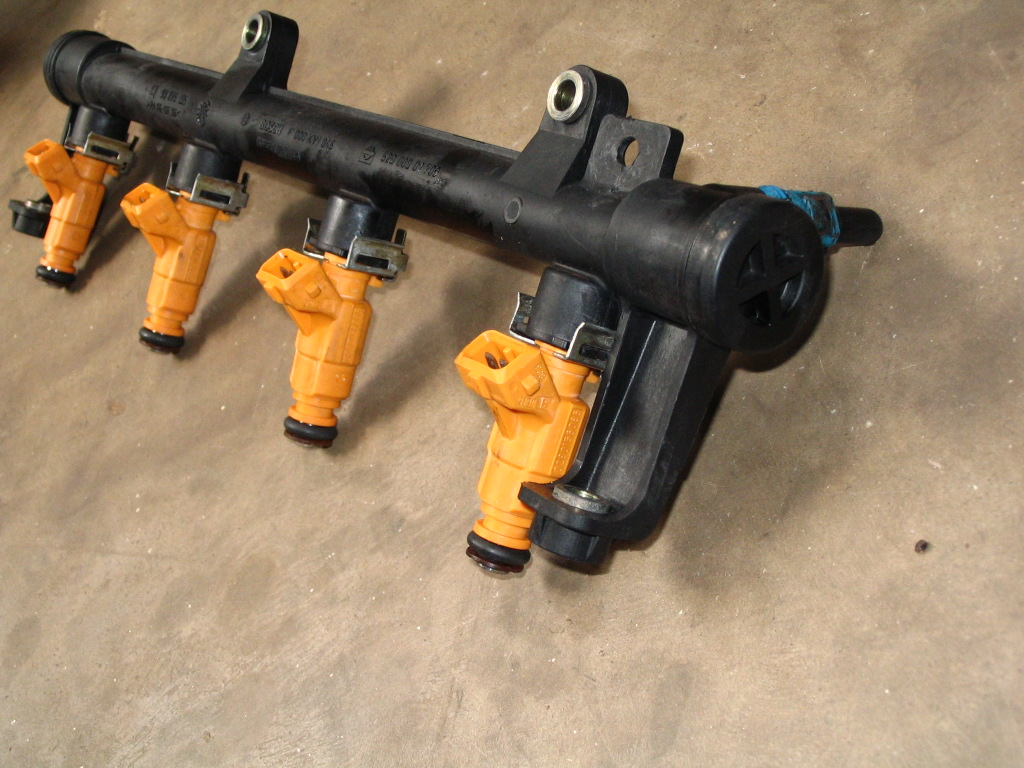
injectors d'injecció de gasolina, amb la seva rampa d'alimentació

Es pot subdividir en diversos tipus (monopunt, multipunt, seqüencial, simultània) però bàsicament totes es basen en l'ajuda de l'electrònica per dosificar la injecció del carburant i reduir l'emissió d'agents contaminants a l'atmosfera i alhora optimitzar el consum.
Aquest sistema ha reemplaçat el carburador en els motors de benzina. La seva introducció es va deure a un augment en les exigències dels organismes de control del medi ambient per disminuir les emissions dels motors.
En els motors dièsel ha substituït a la bomba injectora, amb injectors mecànics, per una bomba d'alta pressió amb injectors electro-hidràulics.
La seva importància radica en la seva millor capacitat respecte al carburador per dosificar el combustible i dosificar la barreja aire/combustible, és a dir el factor lambda de tal manera que quedi molt propera a l'estequiomètrica (14,7: 1 per a la gasolina), és a dir factor lambda pròxim a 1 el que garanteix una molt bona combustió amb reducció dels percentatges de gasos tòxics a l'atmosfera. La relació estequiomètrica és la proporció exacta d'aire i combustible que garanteix una combustió completa de tot el combustible. En aquest cas el factor lambdas igual a 1

## Fonament
La funció de la injecció en els motors de gasolina és:
- Mesurar l'aire del medi ambient que és aspirat pel motor, controlat pel conductor mitjançant la papallona, en funció de la càrrega motor necessària en cada cas, a fi d'adaptar el cabal de combustible a aquesta mesura i conforme al règim de funcionament del motor,
- Dosificar mitjançant injecció la quantitat de combustible requerida per aquesta quantitat d'aire, necessària perquè la combustió sigui el més completa possible, és a dir guardant en la mesura del possible la proporció estequiomètrica, dins dels límits del factor lambda.
- Completar la funció de la combustió juntament amb l'Encesa del motor

En els motors dièsel, regular la quantitat de gasoil injectat en funció de la càrrega motor (pedal accelerador), sincronitzant amb el règim motor i l'ordre d'encesa dels cilindres. En el cas del motor dièsel l'alimentació d'aire no és controlada pel conductor, només la de combustible.
Consta fonamentalment de sensors, una unitat electrònica de control i actuadors o accionadors.

## Funcionament en injecció gasolina
El funcionament es basa en el mesurament de certs paràmetres de funcionament del motor, com són: el cabal d'aire, règim del motor (aquests dos són els més bàsics), i són els que determinen la càrrega motor, és a dir la força necessària de la combustió per obtenir un parell motor, és a dir una potència determinada.
Per altra banda cal subministrar el combustible a uns 2,5-3,5 bar als injectors, això s'aconsegueix amb una bomba elèctrica situada a la sortida del dipòsit o dins d'aquest.
Addicionalment es tenen en compte altres dades, com la temperatura de l'aire i del refrigerant, l'estat de càrrega (sensor MAP) en els motors turboalimentats, posició de la papallona i quantitat d'oxigen en els gasos d'escapament (sensor EGO o Lambda), entre d'altres. Aquests senyals són processades per la unitat de control, donant com a resultat senyals que es transmeten als actuadors (injector s) que controlen la injecció de combustible ia altres parts del motor per obtenir una combustió millorada, tenint sempre en compte les proporcions aire/combustible, és a dir el factor lambda.
El sensor PAM o MAP  (Pressió Absoluta del Múltiple o Col·lector)  indica la pressió absoluta del múltiple d'admissió i el sensor EGO ( Exhaust Gas Oxigen)  o "Sonda lambda" la quantitat d'oxigen present en els gasos de combustió.
Aquest sistema funciona bé si a règim de funcionament constant es manté la relació aire/combustible, és a dir el factor lambda propera a l'estequiomètrica (factor lambda = 1). Això es pot comprovar amb una anàlisi dels gasos de combustió, però igual que els sistemes a carburador, ha de proveir un funcionament suau i sense interrupcions en els diferents règims de marxa.
Aquests sistemes des de fa algun temps tenen incorporat un sistema d'autocontrol o autodiagnòstic que avisa quan alguna cosa va malament, a més hi ha la possibilitat de realitzar un diagnòstic extern per mitjà d'aparells de diagnòstic electrònics que es connecten a la unitat de control d'injecció i revisen tots els paràmetres, indicant aquells valors que estiguin fora de rang.
La detecció de falles, anomenats "DTC" ( Diagnostic Trouble Codes ) ha de realitzar personal especialitzat en aquests sistemes i han de comptar amb eines electròniques de diagnòstic també especials per a cada tipus de sistema d'injecció.
La reparació d'aquests sistemes es limita al reemplaçament dels components que han fallat, generalment els que el diagnòstic electrònic dona com a defectuosos.
Els sistemes d'injecció electrònics no difereixen dels altres, respecte a les normes de seguretat, ja que manipula combustible o barreges explosives. El mateix per a la cura del medi ambient, s'ha de manipular amb la precaució de no produir vessaments de combustible.

## Injectors
Una de les peces més importants en el sistema d'injecció de combustible és l'injector. Aquest és l'encarregat de fer que el combustible sigui introduït en el múltiple (col·lector) d'admissió o dins del cilindre segons sigui el cas. En els motors dièsel que portaven injecció mecànica per bomba injectora en línia, l'obertura de l'injector era comandada per una lleva i el tancament es feia mitjançant un ressort, la carrera d'injecció era regulada per una cremallera que es mou segons la posició del regulador de cabal, que depèn de l'accelerador i del règim del motor.
En l'actualitat s'ha reemplaçat el sistema de lleva - cremallera i s'ha optat per un sistema electrònic per poder obrir més o menys temps i amb més o menys pressió l'injector i així regular la quantitat de combustible que ingressarà al cilindre.
En lloc d'ells s'utilitza un solenoide que en fer-li passar una determinada quantitat de corrent durant un temps controlat generarà un camp magnètic el qual mourà l'agulla de l'injector. Per regular la quantitat de corrent que s'envia al solenoide diferents sensors prenen paràmetres que són processats en una central computada i aquesta és la que calcula la quantitat de corrent elèctric enviada per poder mantenir una relació estequiomètrica entre l'aire/combustible (aproximada de 14, 7 a 1 en motors de benzina).
En els motors dièsel no hi ha proporció estequiomètrica, sempre es treballa amb excés d'aire (entre 20 a 1 i 50 a 1), ja que no hi papallona i la potència es regula regulant el cabal, de manera proporcional al pedal accelerador i al règim.

secció i operació d'un injector de gasolina

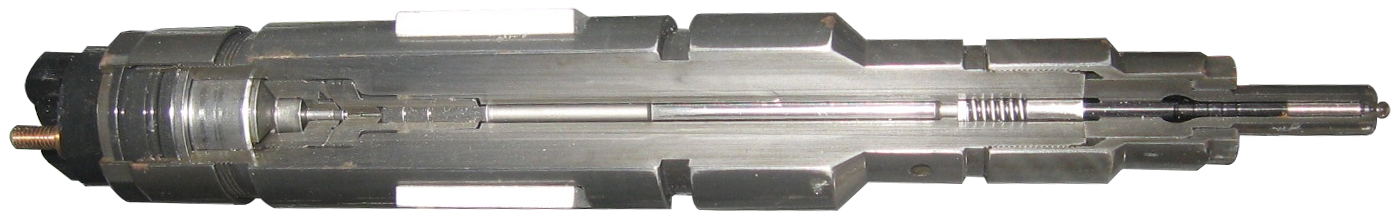
secció d'un injector dièsel

- Els paràmetres més importants que es prenen per al motor de gasolina són:
  - RPM del motor (per sincronitzar amb el funcionament dels 4 temps i l'ordre dels cilindres)
  - Quantitat d'aire que entra al motor (per ajustar la gasolina proporcionalment a la mescla estequiomètrica)

- Paràmetres secundaris:
  - Posició de l'accelerador, (Per ajustar posicions de ralentí i plena càrrega, en què la barreja és una mica més rica que a estequiomètrica, per ex. 13 a 1. A més d'això, per enriquir temporalment la barreja si l'acceleració és "nerviosa" per part del conductor, i per tallar la injecció si el vehicle està rodant, tenint el conductor el peu aixecat, per exemple costa avall. Amb això s'aconsegueix un estalvi significatiu de combustible);
  - Temperatura de l'líquid refrigerant (per a l'arrencada en fred)
  - Composició dels gasos d'escapament mitjançant la sonda Lambda, entre d'altres.

- D'aquesta manera es produeixen els següents beneficis:
  - Regular la quantitat de combustible que ingressa al cilindre de forma més precisa,
  - Mantenir una relació estequiomètrica entre el combustible/aire, no importa si varien factors externs com ara temperatura de l'aire o composició del mateix estant a per exemple 1500 metres sobre el nivell del mar o al pla,
  - Major estalvi de combustible,
  - Menor contaminació ambiental,
  - Motors amb més moment parell i, per tant, potència, per tant millors prestacions, entre d'altres.